# São Gabriel (Schiff, 1898)
Die São Gabriel war ein 1898 gebauter Geschützter Kreuzer der portugiesischen Marine, der für Repräsentationsaufgaben und vor allem im Kolonialdienst eingesetzt wurde. 1925 wurde er abgewrackt.

## Vorgeschichte
Als eine der Reaktionen auf das britische Ultimatum von 1890, mit dem Großbritannien Portugals Anspruch auf eine geschlossene Landverbindung von Angola bis Mosambik vereitelte und es aus Rhodesien sowie dem Njassaland herausdrängte, startete die portugiesische Regierung die Modernisierung ihrer Flotte. Aufgrund der Finanzkrise konnten erst Ende des Jahrzehnts von den ursprünglich geplanten vier Schlachtschiffen und zehn Kreuzern noch vier Geschützte Kreuzer in Auftrag gegeben werden. Neben der in Italien bestellten Adamastor kamen aus Frankreich die beiden Schwesterschiffe São Gabriel und São Rafael, auf deren Entwurf der in Portugal gebaute letzte Kreuzer Rainha Dona Amélia basierte.

## Bau und technische Daten
Für den zweiten und dritten Kreuzer wurde eine internationale Ausschreibung gestartet, deren Gewinner die Pläne für weitere Schiffe zur Verfügung stellen sollte. Die Ausschreibung gewann die französische Werft Chantiers et Ateliers Augustin Normand in Le Havre, wo 1897 die Kiellegung der Schiffe erfolgte. Der Stapellauf des ersten Kreuzers fand am 7. Mai 1898 statt, bei dem das Schiff nach einer Karavelle aus Vasco da Gamas Flotte, mit der er 1498 den Seeweg nach Indien entdeckte, auf den Namen São Gabriel getauft wurde. Nach mehreren Verzögerungen auf der Werft erfolgte am 10. September 1900 die Indienststellung.
Ihre Länge betrug 73,78 Meter, sie war 10,82 Meter breit und hatte einen Tiefgang von 4,34 Metern. Die Konstruktionsverdrängung betrug 1771 Tonnen. Der Antrieb bestand aus zwei Dreizylinder-Dreifach-Expansionsmaschinen, die 4000 PS erzielten und auf zwei Schrauben wirkten. Damit erreichte sie eine Höchstgeschwindigkeit von 17,5 Knoten und verfügte bei 10 Knoten über eine Reichweite von 4500 Seemeilen. Als Hauptbewaffnung trug sie an Bug und Heck jeweils ein 150-mm-L/45-Geschütz und vier einzelne seitlich in Schwalbennestern angeordnete 120-mm-L/45-Geschütze. Dazu kamen zwei 47-mm- und zwei 37-mm-Geschütze sowie ein 35,6-cm-Torpedorohr. Die São Gabriel verfügte über ein Panzerdeck von 19 bis 25 mm Stärke und für den Kommandostand über einen Schutz von 64 mm. Die Besatzungsstärke betrug bis zu 242 Offiziere und Mannschaften.

## Geschichte
Nach Ankunft der beiden Schwesterschiffe am 22. September 1900 in Lissabon wurden die beiden Kreuzer wie die anderen Neubauten zunächst für Repräsentationsaufgaben eingesetzt. Im Juni 1901 begleitete die São Gabriel zusammen mit den Kreuzern Dom Carlos I. und Rainha Dona Amélia die königliche Familie auf der Yacht Amelia III bei ihrem Besuch auf Madeira und den Azoren, wo die Inseln Santa Maria, Faial, Graciosa und Terceira besucht wurden. Von Ponta Delgada auf São Miguel lief der Verband dann nach Lissabon zurück.
Im nächsten Jahr beteiligte sich die São Gabriel am Kampf gegen den in Afrika blühenden Sklavenhandel: 1902 mit der São Rafael zunächst in Mosambik, 1904 dann zusammen mit der Rainha Dona Amélia in Angola. Im Jahr 1907 wurden Rainha Dona Amélia und São Gabriel erneut nach Afrika beordert, um in Angola eine Strafexpedition infolge der Schlacht an der Pembe-Furt zu unterstützen. Anschließend ging das Schiff auf Weltreise: Vom 11. Dezember 1909 bis zum 19. April 1911 umrundete die São Gabriel den Globus. Als das Schiff Portugal verließ, regierte im Land noch Manuel II., als es zurückkehrte, war Portugal eine Republik. Daher spielte sie in der portugiesischen Revolution von 1910 keine direkte Rolle. In der Ferne unterstützte die Mannschaft jedoch die Revolution, indem sie lokale Verwaltungen wie zum Beispiel in Portugiesisch-Timor der republikanischen Verwaltung unterstellte.
Zu Beginn des Ersten Weltkrieges befand sich die São Gabriel in Angola, wurde aber nicht in Kämpfe verwickelt. Wie die Kreuzer Adamastor und Almirante Reis (die 1910 umbenannte Dom Carlos I.) begleitete sie in den Jahren 1914 und 1915 Militärtransporte von Portugal nach Angola und Mosambik. 1918 löste die São Gabriel die heimkehrende Adamastor als Stationsschiff in Mosambik ab. Da das Schiff inzwischen selber verbraucht war, wurde es nach der Rückkehr in Lissabon im Februar 1922 desarmiert, im Januar 1925 aus der Flottenliste gestrichen und abgewrackt.